# Wingko Tinumpuk
Wingko Tinumpuk is een bestuurslaag in het regentschap Purworejo van de provincie Midden-Java, Indonesië. Wingko Tinumpuk telt 774 inwoners (volkstelling 2010).